# Hydroisotoma schaefferi
Hydroisotoma schaefferi is een springstaartensoort uit de familie van de Isotomidae. De wetenschappelijke naam van de soort is voor het eerst geldig gepubliceerd in 1898 door Krausbauer.